# Núria Carreras Povill
Núria Carreras Povill, (Olesa de Montserrat, 1986) és una política catalana, alcaldessa de Monistrol de Montserrat pel Partit Popular des de juny de 2023.
Criada a Monistrol de Montserrat, es va llicenciar en Magisteri i Educació Infantil i va completar els seus estudis amb un Grau Superior d'Educació i Finances.
Va entrar en política durant la dècada de 2010, primer esdevenint regidora a l'oposició a l'Ajuntament de Monistrol de Montserrat. El 2015 es va presentar com a número 18 a la llista per Barcelona a les Eleccions al Parlament de Catalunya.
El 2017 fou escollida presidenta del PP a Monistrol de Montserrat. A les eleccions municipals de 2019 es va presentar com a alcaldable i va quedar última, amb 133 vots, obtenint una regidoria, la seva. Durant un temps va treballar com a assessora del Partit Popular a Badalona.
El juny de 2023 es va tornar a presentar a les eleccions municipals, després de fer una campanya personalista, i aquest cop sí que va esdevenir alcaldessa de Monistrol de Montserrat, esdevenint la força més votada del municipi, obtenint 422 vots. L'anterior alcalde, Joan Miguel Rodríguez, d'Esquerra Republicana, va obtenir el mateix nombre de regidors (4) però no va arribar a formar govern amb la resta de grups (Cup, Junts i PSC). Monistrol va esdevenir una de les quatre alcaldies del Partit Popular a Catalunya a les eleccions de 2023, juntament amb Badalona, Pontons i Castelldefels.
L'octubre de 2023 fou nomenada nova membre del Comitè Executiu de la Federació de Municipis de Catalunya.